# Sasanki w Kolimagach
Sasanki w Kolimagach este o arie protejată (sit de importanță comunitară — SCI) din Polonia întinsă pe o suprafață de 2,54 ha, integral pe uscat.

## Localizare
Centrul sitului Sasanki w Kolimagach este situat la coordonatele 53°21′39″N 21°50′54″E / 53.3607°N 21.8483°E.

## Înființare
Situl Sasanki w Kolimagach a fost declarat sit de importanță comunitară în decembrie 2012 pentru a proteja 1 specie de plante.

## Biodiversitate
Situată în ecoregiunea continentală, aria protejată nu include niciun habitat protejat.
La baza desemnării sitului se află o specie protejată de  plante: dedițelul (Pulsatilla patens).